# 马努古尔
马努古尔（Manugur），是印度安得拉邦Khammam县的一个城镇。总人口32539（2001年）。

## 人口
该地2001年总人口32539人，其中男性16675人，女性15864人；0—6岁人口3714人，其中男1812人，女1902人；识字率62.18%，其中男性为71.83%，女性为52.04%。